# Hösbach (Fluss)
Der Hösbach ist ein gut 5 km langer rechter Zufluss der Aschaff auf dem Gebiet des Marktes Hösbach im unterfränkischen Landkreis Aschaffenburg.

## Name
Der Name "Hösbach" setzt sich aus den mittelhochdeutschen Wörtern hôst (höchster) und bach zusammen. Sie beziehen sich wohl auf das Quellgebiet. Der Hösbach gab den Orten Hösbach und Wenighösbach ihre Namen.

## Geographie

### Verlauf
Der Hösbach entspringt in einem Waldgebiet zwischen Wenighösbach und dem nordwestlich davon gelegenen Mömbriser Ortsteil Daxberg nahe der Gemeindegrenze. Er fließt zunächst südöstlich, durchquert erst Wenighösbach, ab wo ihn die Kreisstraße 10 begleitet und wo ihm von links die Weingrube zuläuft. Weiter talabwärts trennt er dann Münchhof am linken Ufer von einem länglichen Teich am rechten, um sich dahinter nach halbem Lauf allmählich nach Südsüdwesten zu kehren.
Bald erreicht er dabei die Gebäude einer Ziegelei in der Aue vor dem Hauptort Hösbach, hinter ihr mündet von rechts der Untere Hösbach und bald darauf von derselben Seite sein größter Zufluss Afferbach, der von Oberafferbach herkommt und dessen Gesamtlänge die seine etwas übertrifft. Hier läuft er im Ort zwischen den ans Ufer grenzenden Gärten. Die Bebauung von Hösbach breitet sich nun beidseits weit über die Bachaue hinweg aus. Der Bach fließt rechts am alten Ortskern vorbei und unterquert dabei die B 26. Gleich danach mündet dann der Hösbach gegenüber der Einhausung der A3 von rechts und Norden in die Aschaff.

### Zuflüsse
- Weingrube (links)
- Unterer Hösbach (rechts)
- Afferbach (rechts)

### Flusssystem Aschaff
- Liste der Fließgewässer im Flusssystem Aschaff

## Hochwasser

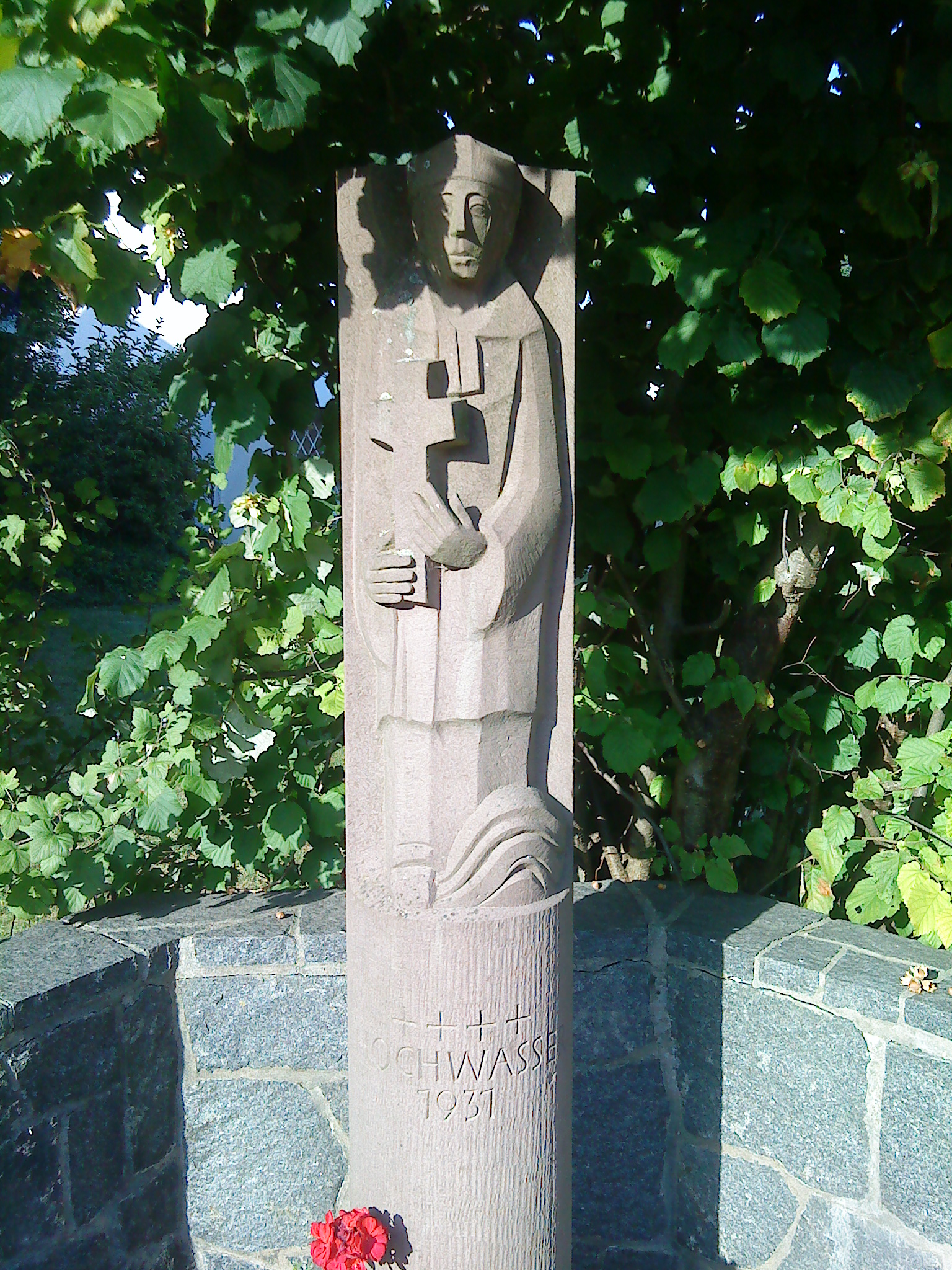
Der Heilige Nepomuk an der Hösbachbrücke

Im Mai 1931 kam ein starkes Unwetter über den Landkreis Aschaffenburg. Besonders schlimm wurde Hösbach heimgesucht. Hier fielen 93 Liter pro Quadratmeter. Von Wenighösbach und Unterafferbach kamen so schnell große Wassermassen, dass eine Stützmauer zusammenbrach. Ganze Straßen wurden von den Fluten aufgerissen. Einige Bauern trugen sogar ihr Kleinvieh auf den Schultern von den überschwemmten Weiden. Auf einer Brücke standen sieben Personen um das Hochwasser zu beobachten, als plötzlich die Brücke zusammenstürzte. Die Gewalt des Wassers riss zwei Kinder und zwei Männer in den Tod. Die Väter versuchten noch ihre Kinder zu retten und sprangen selbst in die reißenden Fluten. Der normalerweise ein Meter breite und fünfzehn Zentimeter tiefe Hösbach hatte an diesem Abend eine enorme Größe erreicht. Er war stellenweise 30 m breit und 5 m tief. An der Hösbachbrücke, an der das Unglück geschah, wurde zum Gedenken an die Opfer die Statue des Heiligen Nepomuk errichtet.